# Марк Гендрікс
Марк Гендрікс (фр. Marc Hendrikx, нар. 2 липня 1974, Гамонт-Ахел) — бельгійський футболіст, що грав на позиції півзахисника.
Виступав, зокрема, за клуб «Генк», а також національну збірну Бельгії.
Дворазовий чемпіон Бельгії. Дворазовий володар Кубка Бельгії. Володар Суперкубка Бельгії.

## Клубна кар'єра
У дорослому футболі дебютував 1992 року виступами за команду «Ломмель», в якій провів п'ять сезонів, взявши участь у 113 матчах чемпіонату. 
Своєю грою за цю команду привернув увагу представників тренерського штабу клубу «Генк», до складу якого приєднався 1997 року. Відіграв за команду з Генка наступні чотири сезони своєї ігрової кар'єри. Більшість часу, проведеного у складі «Генка», був основним гравцем команди. За цей час виборов титул чемпіона Бельгії.
Згодом з 2001 по 2009 рік грав у складі команд «Андерлехт», «Локерен», «Жерміналь-Беєрсхот» та «Сент-Трюйден». Протягом цих років додав до переліку своїх трофеїв ще один титул чемпіона Бельгії.
Завершив ігрову кар'єру у команді «Ейпен», за яку виступав протягом 2009—2011 років.

## Виступи за збірну
У 1999 році дебютував в офіційних матчах у складі національної збірної Бельгії.
У складі збірної був учасником чемпіонату Європи 2000 року у Бельгії та Нідерландах.
Загалом протягом кар'єри в національній команді, яка тривала 3 роки, провів у її формі 15 матчів.

## Титули і досягнення
- Чемпіон Бельгії (2):

«Генк»: 1998-1999
«Андерлехт»: 2003-2004
- Володар Кубка Бельгії (2):

«Генк»: 1997-1998, 1999-2000
- Володар Суперкубка Бельгії (1):

«Андерлехт»: 2001